# Lijnbaansgracht
Le Lijnbaansgracht (« Canal de la corderie » en néerlandais) est un canal secondaire situé dans l'arrondissement Centrum de la ville d'Amsterdam aux Pays-Bas. Situé à l'extérieur de la ceinture de canaux du Grachtengordel, il suit un tracé parallèle au Singelgracht entre le Brouwersgracht au nord et le Reguliersgracht au sud, en traversant notamment le quartier du Jordaan.

## Histoire
Le Lijnbaansgracht tire son nom des corderies (lijnbaan en néerlandais) qui étaient autrefois situées en bordure de la ville, étant donné qu'elles occupaient un espace important. Il fut creusé après les premières étapes de la construction des canaux du Grachtengordel en 1612.
Jusqu'au XIXe siècle, le Lijnbaansgracht se prolongeait au-delà du Reguliersgracht jusqu'à Muiderpoort. Il fut par la suite remblayé et recouvert. Raamplein et la Raamdwarsstraat se situent aujourd'hui à l'endroit où se situait l'ancien cours d'eau, entre le Passeerdersgracht et le Leidsegracht. Leidseplein et l'espace vert voisin de Kleine-Gartmanplantsoen sont quant à eux situés sur l'espace remblayé situé entre les numéros 243 et 245. Les travaux du Kleine-Gartmanplantsoen commencèrent en 1909. Une partie du canal fut également recouverte au niveau de l'actuelle Frederiksplein.
À l'endroit où le canal s'étendait autrefois à l'est de Reguliersgracht vers l'Amstel plus loin vers le Plantage Muidergracht, se trouve aujourd'hui Maarten Jansz. Kosterstraat (le petit canal de Amstelgrachtje ayant été détruit en 1866), ainsi que la Valckenierstraat.